# Fin.K.L
Fin.K.L (hangul: 핑클; rr: Pingkeul) é um grupo feminino sul-coreano formado pela DSP Media em 1998. É composto pelas integrantes Lee Hyori, Ock Joo-hyun, Lee Jin e Sung Yu-ri. O Fin.K.L foi um dos grupos de K-pop mais populares no fim dos anos 90 e início dos anos 2000.
O grupo lançou quatro álbuns de estúdio: Blue Rain (1998), White (1999), Now (2000) e Eternity (2002). Seus lançamentos levou-o a vencer diversos prêmios importantes, incluindo de Novo Artista do Ano no Golden Disc Awards de 1998, o Grande Prêmio no Seoul Music Awards de 1999 e o de Melhor Grupo Feminino no Mnet Music Video Festival de 2000, entre outros.
O Fin.K.L ficou inativo após o lançamento do CD single "Fine Killing Liberty" em 2005. No entanto, reuniu-se novamente em um programa de variedades em julho de 2019 e lançou Fin.K.L Best Album, que incluiu uma nova canção intitulada "남아 있는 노래 처럼 (Just Like The Song That Remains)" em 22 de setembro de 2019.

## História

### Formação
A primeira integrante descoberta para integrar o Fin.K.L, foi sua vocalista, Ock Joo-hyun. Ela foi descoberta através de um concurso de canto de rádio, onde venceu cantando "Hero", da cantora estadunidense Mariah Carey. Ock contou à amiga Lee Jin sobre a formação desse grupo e a incentivou a participar. Lee foi selecionada após cantar "Blessed Me" de Eco (coreano: 행복한 나를) em sua audição. A próxima integrante a ser selecionada foi Sung Yuri, descoberta em uma excursão escolar. A quarta integrante, Annie Lee, após aceita, decidiu sair depois de alguns meses (mais tarde formou a dupla Tashannie com Yoon Mi-rae). Lee Hyori, foi descoberta enquanto tirava fotos com amigos em um centro de compras, foi a última integrante a ser inserida no grupo.
O nome do grupo significa Fin Killing Liberty, e pretendia significar que o grupo se opunha à "opressão de toda liberdade" (fin significa "fim" em espanhol e francês). O nome do grupo foi selecionado através de uma pesquisa de jovens pela gravadora, antes do início de sua estreia. 

### Estreia comBlue Rain(1998),WhiteeS.P.E.C.I.A.L(1999)
O Fin.K.L estreou em maio de 1998 com seu primeiro álbum Blue Rain. A tendência do K-pop do final dos anos 90 era fazer com que grupos cantassem músicas fofas e cativantes, como evidenciado pelo sucesso de grupos da SM Entertainment, S.E.S. e H.O.T.. Em contraste a estes lançamentos, a força inicial do Fin.K.L estava nas baladas de R&B lideradas pelos vocais de Ock Joo-hyun, isso foi demonstrado pelo primeiro single do grupo "Blue Rain". O próximo single do Fin.K.L, "To My Boyfriend" (em coreano: 내 남자 친구 에게), era uma canção pop  típica e seguiu as convenções populares da época. (Yuki Hsu, uma cantora de Taiwan, cantou uma versão de "To My Boyfriend", pouco depois do sucesso da canção na Coreia do Sul.) O quarteto terminou as atividades do primeiro álbum com um terceiro single, "Sad Tears" (em coreano: 루비) , uma balada pop sobre um amor perdido, onde se desistia desse amor para o bem de todos os envolvidos. O grupo também criou um vídeo musical para o quarto single, que acabou não sendo promovido.
Em 13 de maio de 1999, o Fin.K.L lançou seu segundo álbum de estúdio de nome White. Este lançamento, teve menos foco em  baladas e vendeu quase 700.000 cópias. Duas canções exitosas deste álbum foram "Everlasting Love" (coreano: 영원한 사랑) e "Pride (coreano: 자존심). Além disso, o Fin.KL começou a limitar seus vídeos musicais a um ou dois por álbum. 
Mais tarde, em 24 de novembro de 1999, o grupo lançou a metade um álbum, em um lançamento especial, suas duas canções mais populares foram "To My Prince" (em coreano: 나의 왕자님 께), uma balada e "White" (em coreano: 화이트), uma música pop sazonal. S.P.E.C.I.A.L também continha uma versão de "Like an Indian Doll" (coreano: 인디언 인형 처럼), uma canção popular de Na-mi (나미), lançada previamente em 1989. Nenhum vídeo musical foi feito para apoiar o lançamento do álbum, que vendeu mais de 340.000 cópias.
Devido ao lançamento limitado do álbum, o Fin.K.L obteve um cronograma de promoção mais curto. No entanto, esses dois álbuns de 1999 ajudaram o Fin.K.L a venceu um Grande Prêmio (Daesang)  no fim do ano.

### 2000–2001:NoweMelodies & Memories
O terceiro álbum do Fin.K.L, Now, lançado em 6 de outubro de 2000, enfatizou a maturidade física dos membros do Fin.K.L. Diferente das canções  cativantes anteriores e das roupas fofas, as membros do Fin.K.L promoveram este lançamento vestidas com roupas semi-formais para apresentações do single "Now". Já para "Feel Your Love", seu single de acompanhamento, suas membros vestiram uniformes escolares para significar sua transformação em mulheres. Somente "Now" foi promovido com um vídeo musical e álbum vendeu mais de 400.000 cópias.
Em 13 de abril de 2001, o grupo realizou mais um lançamento de um álbum pela metade, 6 meses após o último álbum. Melodies & Memories foi um álbum especial que consistiu em relançamentos de sucessos coreanos dos anos 80 e 90. Em vez de atingir sua principal base de fãs, o álbum atraiu um público adulto. Os singles deste álbum incluem "Always Like This Moment" de Lee Ye-rin (coreano: 늘 지금 처럼) e o single de 1981 de Hye Eun-yi, "You Wouldn't Know" (coreano: 당신 은 모르실 거야). Assim como seu terceiro álbum, Memories & Melodies teve apenas um vídeo musical promovendo o álbum (o de "You Wouldn't Know"). No entanto, muito esforço foi feito neste material, pois recriava cenas de quatro filmes populares para cada um dos membros, incluindo cenas de Pretty Woman (1990). As vendas no final de 2001 totalizaram 259.259 cópias.
Em 2000, o Fin.K.L também gravou a canção "True Love" para a trilha sonora do drama sul-coreano, All About Eve.

### Eternity(2002), atividades solo,Fine Killing Libertye pausa (2003–2006)
Seu quarto e último álbum de estúdio, foi lançado na primavera de 2002 e recebeu o nome de Eternity. O primeiro single, "Forever" (coreano: 영원), uma balada sobre esperar eternamente por um amor perdido, foi acompanhado por um vídeo musical que descreve quatro histórias trágicas principalmente sobre a perda de inocência. O single tornou-se muito popular, embora não tenha sido tão fortemente promovido quanto seus outros singles principais. O segundo single, "Don't Go Away", foi escolhido pelos fãs através do website oficial do grupo. No fim de 2002, Eternity havia vendido 261.518 cópias. 
Após as atividades promocionais de Eternity, as integrantes do  Fin.K.L decidiram seguir caminhos separados, embora não tenham encerrado o grupo oficialmente. Lee Hyori e Ock Joo-hyun lançaram álbuns solo, enquanto Lee Jin e Sung Yuri atuaram em dramas e realizaram concertos. No final de 2005, o grupo retornou e lançou um single digital intitulado "Fine Killing Liberty", com 4 canções e um vídeo musical. No entanto, devido à falta de promoção, o single não obteve um bom desempenho nas paradas. Previamente em outubro, foi lançado  Forever Fin.K.L, que continha dois DVDs contendo seus vídeos musicais e apresentações e um álbum de fotos, que também trouxe o single "Fine Killing Liberty" em formato físico.	
Nos anos seguintes, as integrantes continuaram a trabalhar na indústria do entretenimento. No outono de 2006, todas as membros do Fin.K.L deixaram a DSP Media e assinaram contrato com diferentes empresas. Embora houvesse especulações contínuas sobre o status do grupo, o Fin.K.L nunca se separou oficialmente.

### Reunião (2008-presente)
O Fin.K.L se reuniu e se apresentou em 19 de dezembro de 2008, durante um concerto de Lee Hyori. Em setembro de 2010, Ock Joo-hyun se tornou a apresentadora do programa musical da KBS Cool FM, Gayo Plaza (가요 광장). Seu programa começou a ser exibido em 20 de setembro de 2010 e suas primeiras convidadas foram Lee Hyori, Lee Jin e Sung Yuri, como membros do Fin.K.L.
Em maio de 2019, um programa de variedades mostrando a reunião do Fin.K.L foi anunciado pela JTBC. O programa de televisão, Camping Club, estreou em 14 de julho e apresentou as integrantes do Fin.K.L se reunindo e viajando pelo país.
Em 22 de setembro de 2019, o grupo lançou um single, "남아 있는 노래 처럼 (Just Like The Song That Remains)", marcando seu primeiro lançamento desde 2005.

## Integrantes
- Lee Hyori, nascida em 10 de maio de 1979, em Cheongwon, Coreia do Sul.
- Ock Joo-hyun, nascida em 20 de março de 1980, em Seul, Coreia do Sul.
- Lee Jin, nascida em 21 de março de 1980, em Seul, Coreia do Sul.
- Sung Yu-ri, nascida em 3 de março de 1981, em Tubinga, Alemanha.

## Discografia

### Álbuns de estúdio
| Título          | Detalhes do álbum | Melhores posições nas paradas | Vendas          |
| Título          | Detalhes do álbum | COR                           | Vendas          |
| --------------- | --- | ----------------------------- | --------------- |
| Blue Rain       | - Lançamento: 25 de maio de 1998 - Gravadora: DSP Media - Formatos: CD, cassette Lista de faixas 1. "Blue Rain" 2. "Scent of Love" (사랑의 향기) 3. "Shadow" 4. "Sad Tears" (루비) 5. "Scribbling" (낙서) 6. "To My Boyfriend" (내 남자친구에게) 7. "Temptation" (유혹) 8. "Wink" (윙크) 9. "Happy Promise" (행복한 약속) 10. "Go" (가) 11. "Blue Day" (블루데이)                                                                                      | 1                             | - COR: 291,905+ |
| White           | - Lançamento: 12 de maio de 1999 - Gravadora: DSP Media - Formatos: CD, cassette Lista de faixas 1. "Forever Love" (영원한 사랑) 2. "Waiting for You" 3. "The Beginning" 4. "Fairytale in the Drawer" (서랍 속의 동화) 5. "Oh! Boy" 6. "I'm Right Now" 7. "So We" (그래서 우린) 8. "Pride" (자존심) 9. "Still in Love" 10. "Kiss Me? Alright!" 11. "Glass" (유리) 12. "My Prayer" (나의 기도)                                                          | 1                             | - COR: 593,816+ |
| Now             | - Lançamento: 6 de outubro de 2000 - Gravadora: DSP Media - Formatos: CD, cassette Lista de faixas 1. "Now" 2. "Feel Your Love" 3. "Eternal Love" 4. "My Love" 5. "Waiting for Something" (어떤 기다림) 6. "One Fine Day" 7. "Basics of Love" (연애의 기초) 8. "First Kiss" (첫 키스) 9. "Pure Love" 10. "My Own Secrets" (나만의 비밀) 11. "Sting..." 12. "Please Remember Me" (날 기억해 줘요) 13. "Dear Man"                                        | 2                             | - COR: 412,686+ |
| Eternity (영원) | - Lançamento: 8 de março de 2002 - Gravadora: DSP Media - Formatos: CD, cassette Lista de faixas 1. "Good Bye" 2. "Forever" (영원) 3. "Change" 4. "If You're Like Me" (나와 같다면) 5. "Never" 6. "Happy" 7. "Fortune" (For 春) 8. "You're My Boy" 9. "Bell" 10. "So for Your Love" 11. "I'm Inside of You" (그대 안의 나) 12. "The Saddest Thing in the World" (세상에서 가장 슬픈 일) 13. "Don't Go Away" 14. "Rejection" (외면) 15. "One More Time" | 2                             | - COR: 261,518+ |

### Álbuns de compilação
| Título                          | Detalhes do álbum | Melhores posições nas paradas | Vendas          |
| Título                          | Detalhes do álbum | KOR                           | Vendas          |
| ------------------------------- | --- | ----------------------------- | --------------- |
| 1999 Fin.K.L First Live Concert | - Lançamento: 1 de outubro de 1999 - Gravadora: DSP Media - Formatos: CD, cassette Lista de faixas 1. Opening / "Forever Love" (영원한 사랑) 2. "Waiting For You" 3. "Oh! Boy" 4. "The Magic Castle" (마법의 성) 5. "My Prayer" (나의 기도) 6. "Ruby" (루비) 7. "Shadow" 8. "Go" (가) 9. Opening Part.2 / "Blue Rain" (블루레인) 10. "Scent Of Love" (사랑의 향기) 11. "Still In Love" 12. "Glass" (유리 ) 13. "Fairytale in the Drawer" (서랍 속의 동화) 14. "Kiss Me? Alright!" 15. "Pride" (자존심 ) 16. "The Beginning" 17. "To My Boyfriend" (내 남자친구에게)                       | ?                             | —               |
| Special                         | - Lançamento: 24 de novembro de 1999 - Gravadora: DSP Media - Formatos: CD, cassette Lista de faixas 1. "To My Prince" (나의 왕자님께) 2. "Time of Mask" (가면의 시간) 3. "White" (화이트) 4. "Blind Love" 5. "Without You" (기도) 6. "Rose" (로즈) 7. "To My Friend" (숨겨진 그림자) 8. "Just a Little Bit" (아주 잠시만) 9. "Addiction" (중독) 10. "Tonight" 11. "Your Memories" (너의 기억) 12. "Maybe" 13. "Like an Indian Doll" (인디언 인형처럼) | 2                             | - COR: 346,646+ |
| Melodies & Memories             | - Lançamento: 13 de abril de 2001 - Gravadora: DSP Media - Formatos: CD, cassette Lista de faixas 1. "Behind You" (너의 뒤에서) 2. "Always Like This Moment" (늘 지금처럼) 3. "You Wouldn't Know" (당신은 모르실 거야) 4. "Eyes" (눈동자) 5. "Jealousy" (질투) 6. "If You Give Your Heart for Me" (너의 마음을 내게 준다면) 7. "One More Time" (한 번만 더) 8. "Something Nostalgic" (어떤 그리움) 9. "Scent in Time" (시간 속의 향기) 10. "Looks" (보이네) 11. "Love Is Like Fragile Glass" (사랑은 유리 같은 것) 12. "Though You're Laughing Like a Doll" (그대는 인형처럼 웃고 있지만) | 2                             | - COR: 252,127+ |
| FIN.K.L Best Album              | - Lançamento: 18 de agosto de 2019 - Gravadora: DSP Media - Formatos: CD, download digital Lista de faixas 1. "Blue Rain" 2. "To My Boyfriend" (내 남자친구에게) 3. "Waiting for You" 4. "Eternal love" (영원한 사랑) 5. "Ruby: Sad Tears" (루비(淚悲):(슬픈 눈물)) 6. "White" (화이트) 7. "Now" 8. "Pride" (자존심) 9. "Eternity" (영원) 10. "Me Inside You" (그대안의 나) | 31                            | —               |

### Extended plays(EPs)
| Título          | Detalhes do álbum |
| --------------- | --- |
| Forever Fin.K.L | - Lançamento: 26 de outubro de 2005 - Gravadora: DSP Media - Formatos: CD, cassette Lista de faixas 1. "Butterfly" 2. "Fin.K.L" 3. "I'm Crazy About You" |

## Prêmios e indicações

### Mnet Asian Music Awards
| Ano  | Recipiente                              | Categoria                   | Resultado |
| ---- | --------------------------------------- | --------------------------- | --------- |
| 1999 | "Forever Love" (영원한 사랑)            | Melhor Grupo                | Indicado  |
| 2000 | "Now"                                   | Melhor Grupo Feminino       | Venceu    |
| 2000 | "Now"                                   | Melhor Performance de Dança | Indicado  |
| 2001 | "You Wouldn't Know" (당신은 모르실거야) | Melhor Grupo Feminino       | Indicado  |
| 2002 | "Eternity" (영원)                       | Melhor Grupo Feminino       | Indicado  |
| 2005 | "Fin.K.L" (핑클)                        | Melhor Grupo Feminino       | Indicado  |